# لاویتشنه
لاویتشنه (به چکی: Lavičné) یک منطقهٔ مسکونی در جمهوری چک است که در ناحیه سویتاوی واقع شده‌است. لاویتشنه ۴٫۶۸ کیلومتر مربع مساحت و ۱۱۴ نفر جمعیت دارد و ۴۴۴ متر بالاتر از سطح دریا واقع شده‌است.